# Вьетнамские жестовые языки
Вьетнамские жестовые языки — три местных жестовых языка, которые были обнаружены в городах Хайфон, Ханой и Хошимин во Вьетнаме. Они являются частью ареала жестового языка, который включает в себя жестовые языки Лаоса и Таиланда, хотя неизвестно, связаны они друг с другом или нет. Существует некоторое влияние французского жестового языка. Есть попытки разработать национальный стандартный язык, вьетнамский жестовый язык.

## Языки
- Хайфонский жестовый язык (Haiphong Sign Language, вьет. Ngôn ngữ ký hiệu Hải Phòng) распространён в городе Хайфон.
- Ханойский жестовый язык (Hanoi Sign Language, вьет. Ngôn ngữ ký hiệu Hà Nội) распространён в городе Ханой.
- Хошиминский жестовый язык (Ho Chi Minh City Sign Language, вьет. Ngôn ngữ ký hiệu Thành phố Hồ Chí Minh) распространён в городе Хошимин.